# Waltham on the Wolds

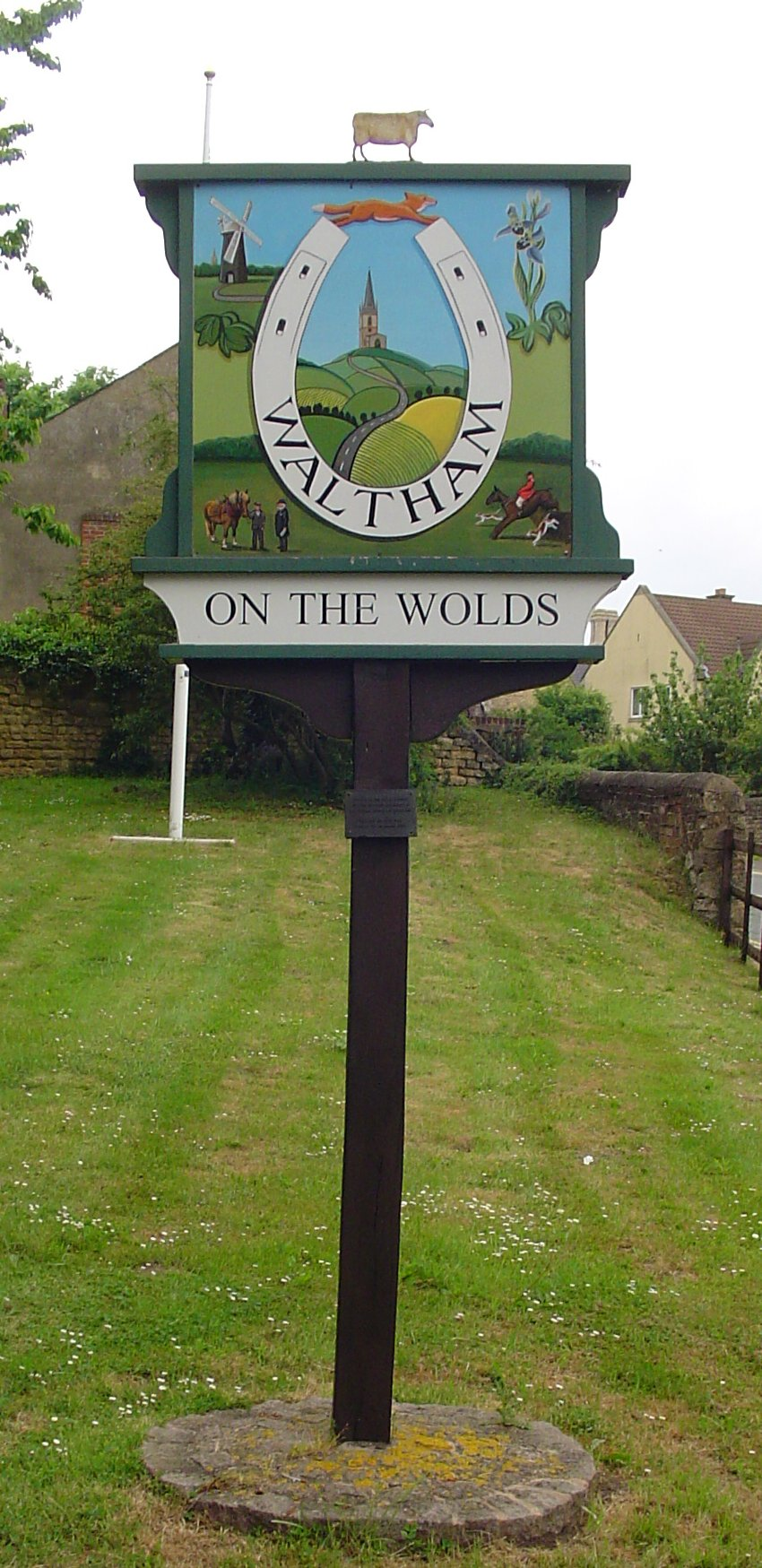
Informační tabule ve Waltham on the Wolds

Waltham on the Wolds je vesnice, která se nachází v civilní farnosti z Waltham a Arnold Thorpe v anglickém hrabství Leicestershire. Leží asi 5 km serovýchodně od města Melton Mowbray a necelých 18 km jihozápadně od města Grantham na silnici A607. V roce 2011 byl počet obyvatel farnosti 967.

## Geografie
Farnost měla při sčítání lidu v roce 2001 967 obyvatel a kromě hlavní vesnice zahrnuje také vesnici Thorpe Arnold za severovýchodním okrajem Melton Mowbray. 2 km na jihovýchod je ves Stonesby, která je blízko televiznímu vysílači Waltham o výšce 315 m, který slouží většině obyvatelstva v East Midlands.  

## Historie
Jedna z prvních zmínek o tomto Walthamu je v knize Domesday Book, kde je uveden mezi pozemky, které Hughu de Grandmesnil  daroval král Vilém I. Dobyvatel. Jednalo se o 100 acre (0,40 km2) luk a další pozemky celkem oceněné na šest liber.
Obec měla železniční stanici vzdálenou jednu míli (1,6 km) severně od obce, která se otevřela v roce 1883 jako odbočka ze Scalfordu, ale byla používána pouze zřídka pro speciální příležitosti. Linka ve vlastnictví GNR (Great Northern Railway) byla používána především vlaky přepravujícími železnou rudu z lomů v blízkosti Kniptonu, Eatonu a Branstonu, a její pozůstatky jsou stále viditelné. Místo bylo stanicí konečnou.

### Železnorudné a další lomy[3]
Ve Walthamu byly v 80. letech 19. století krátce provozovány dva lomy na železnou rudu. Jeden začal v roce 1882 po obou stranách dnešní silnice A607 severně od obce. Druhý byl dále na sever v úhlu mezi A607 a úzkou silnicí na Eaton. Oba lomy byly uzavřeny v roce 1885. V každém pracovala tramvaj na koňský pohon, která vozila rudu k železnici. Jižní ze dvou lomů možná vlastnil parní lokomotivu. Z obou lomů už nezůstalo nic s výjimkou kamenných hrazení mostu pod A607, které byly vidět ještě v roce 1992. Tento most používala jižnější ze zmíněných tramvají.
V blízkosti železnice byl také lom, který mezi roky 1931 a 1941 těžil vápenec.

### Waltham Centre
Waltham on the Wolds je také známý svým spojením s firmou Pedigree Petfoods (dříve Masterfoods UK) vyrábějící stravu pro domácí mazlíčky, a také s propagovaným Waltham Centre for Pet Nutrition, které provádí výzkum v oblasti vlivu stravy na kočky, psy a koně.

### Pamětihodnosti
Farní kostel, zasvěcený svaté Máří Magdaléně, je postaven z místní medově barevné rudy použité také při stavbě několika dalších kostelů (např. v South Croxtonu). Dne 27. února 2008 byla kostelní věž silně poškozena zemětřesením. Horních 30 stop (9,1 m) muselo být přestavěno, a to za odhadovanou cenu kolem 100 000 liber. Práce byly dokončeny v roce 2009. Kostel, většina jehož konstrukce pochází z doby kolem roku 1300, má mnoho normanských prvků. V roce 1850 byl rekonstruován a rozšířen pod dohledem architekta G. G.Scotta.
K místní základní škole anglikánské církve je připojena školka, jež v roce 2011 obdržela od inspekce Ofsted známku výjimečnosti.
Na přelomu 19. a 20. století bylo v obci nejméně dvanáct hospod. V současnosti je ve vsi pouze jedna, Royal Horseshoes (Královské podkovy) v Melton Road, která v roce 2010 prošla rekonstrukcí. Oprávněně se pyšní slovem "královské", protože se podnik může pochlubit, že mezi jeho zákazníky patřila královna Viktorie.
Ve vsi je také malý vesnický obchod, pošta a lahůdky.

## Galerie

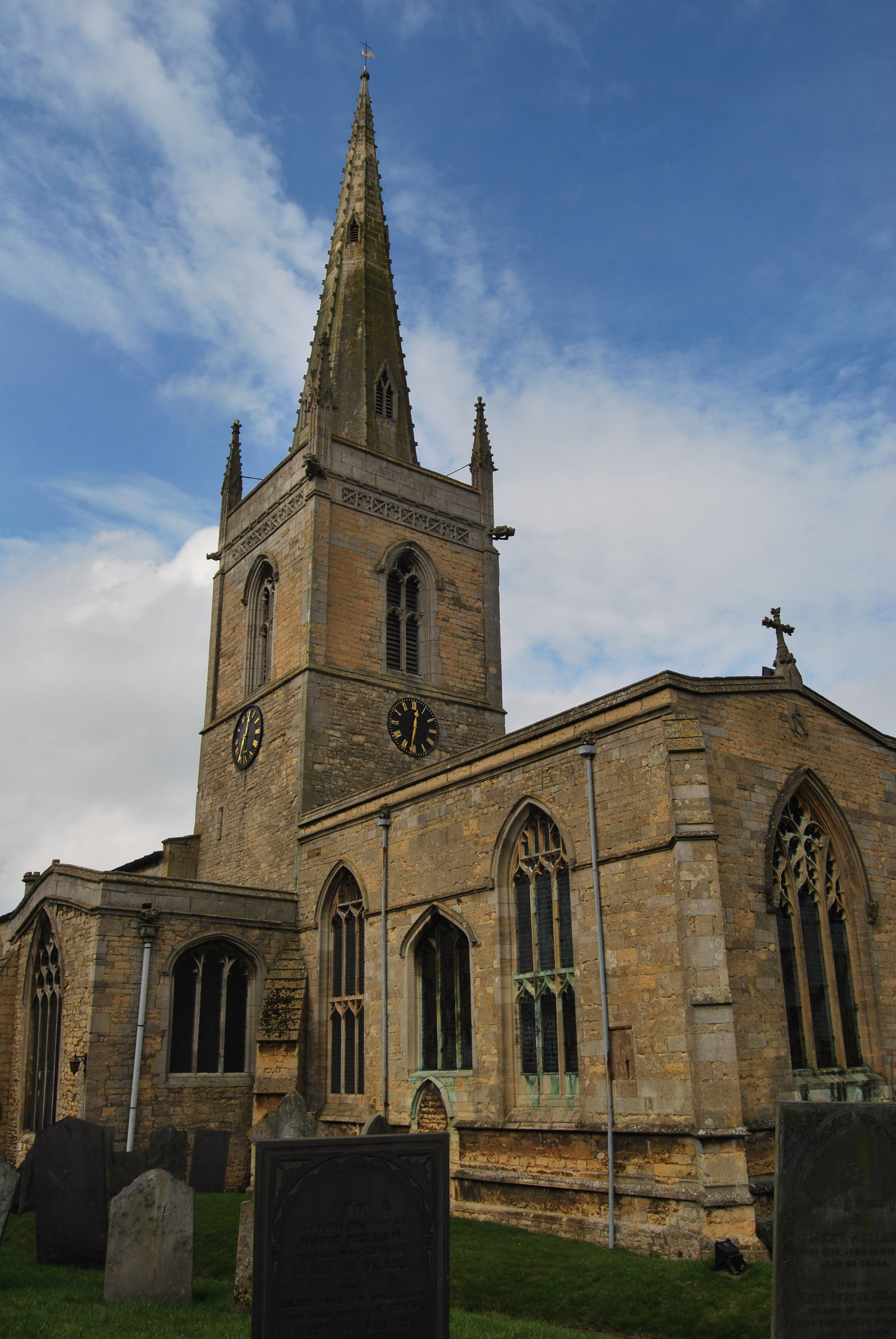
Kostel sv. Máří Magdalény
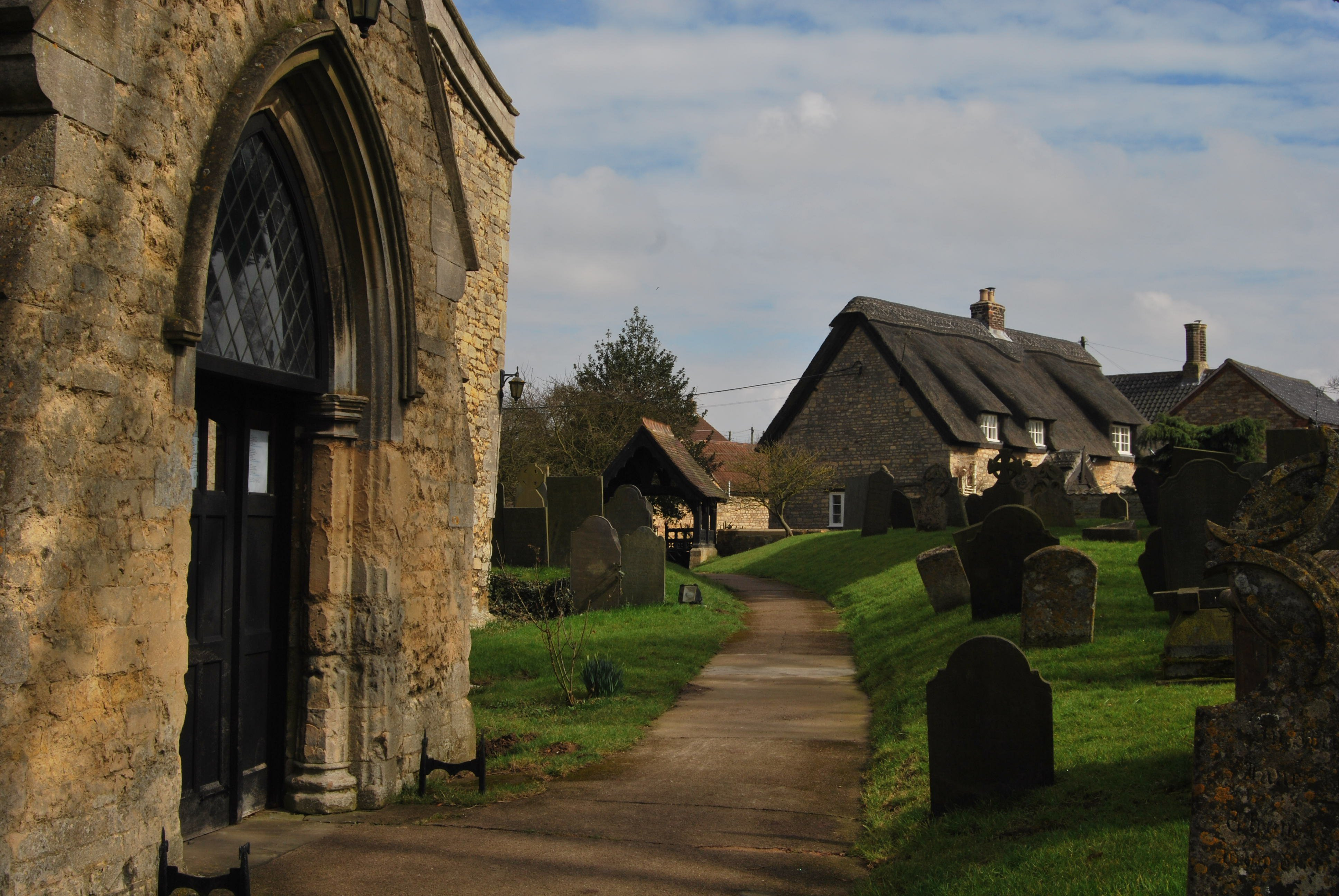
Hřbitov u kostela sv. Máří Magdalény
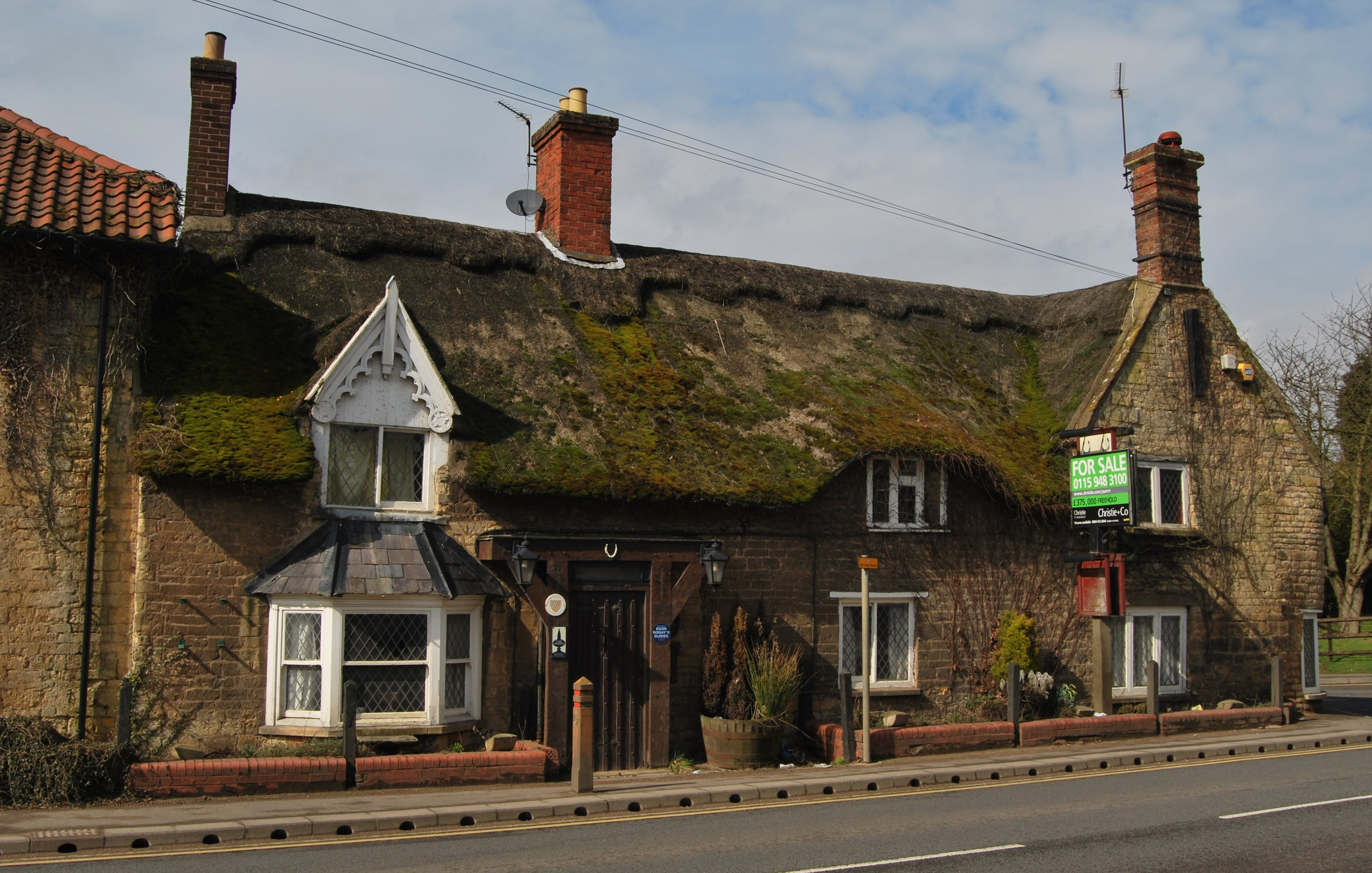
Hospoda Royal Horseshoes
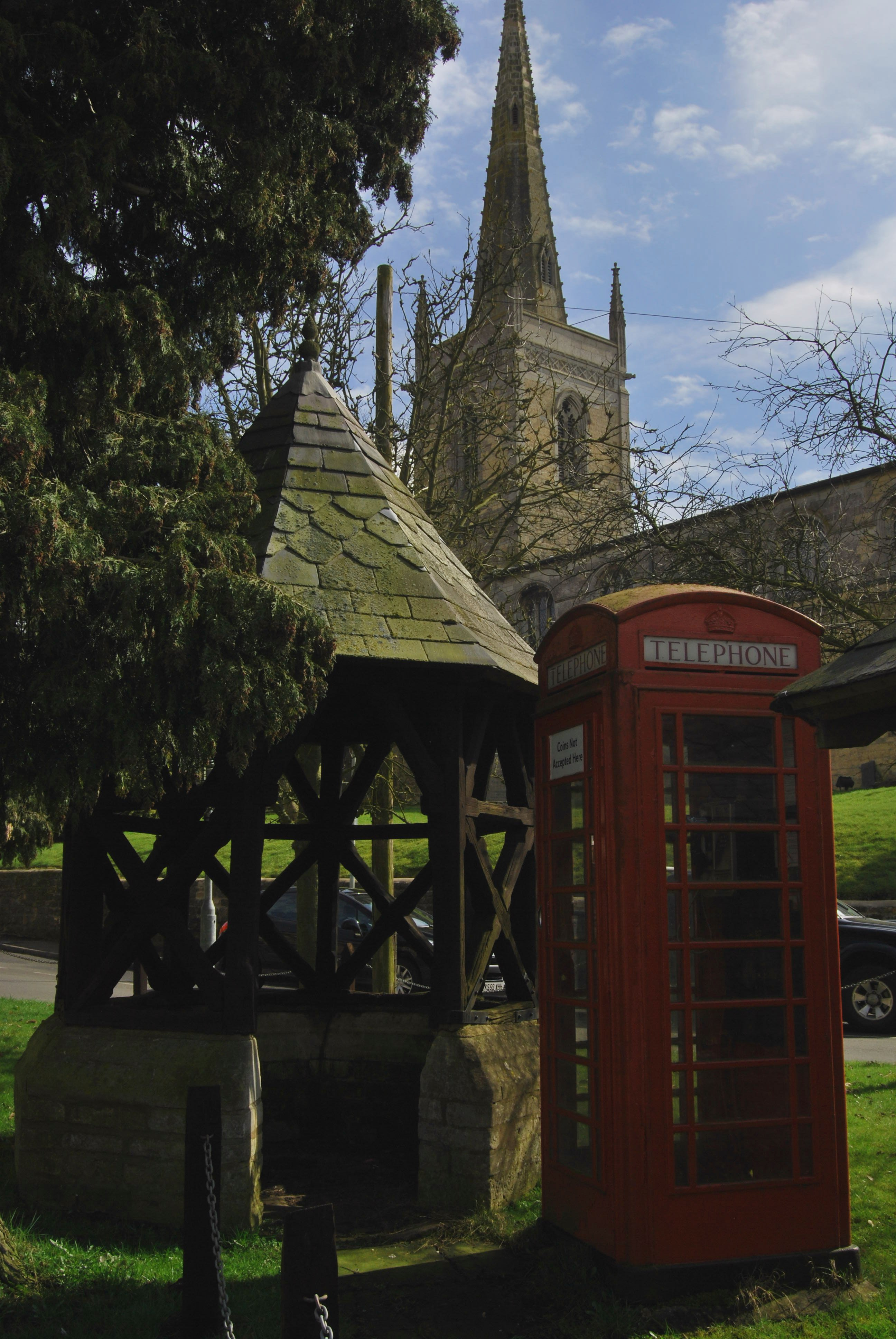
Studna, kostel a telefonní budka
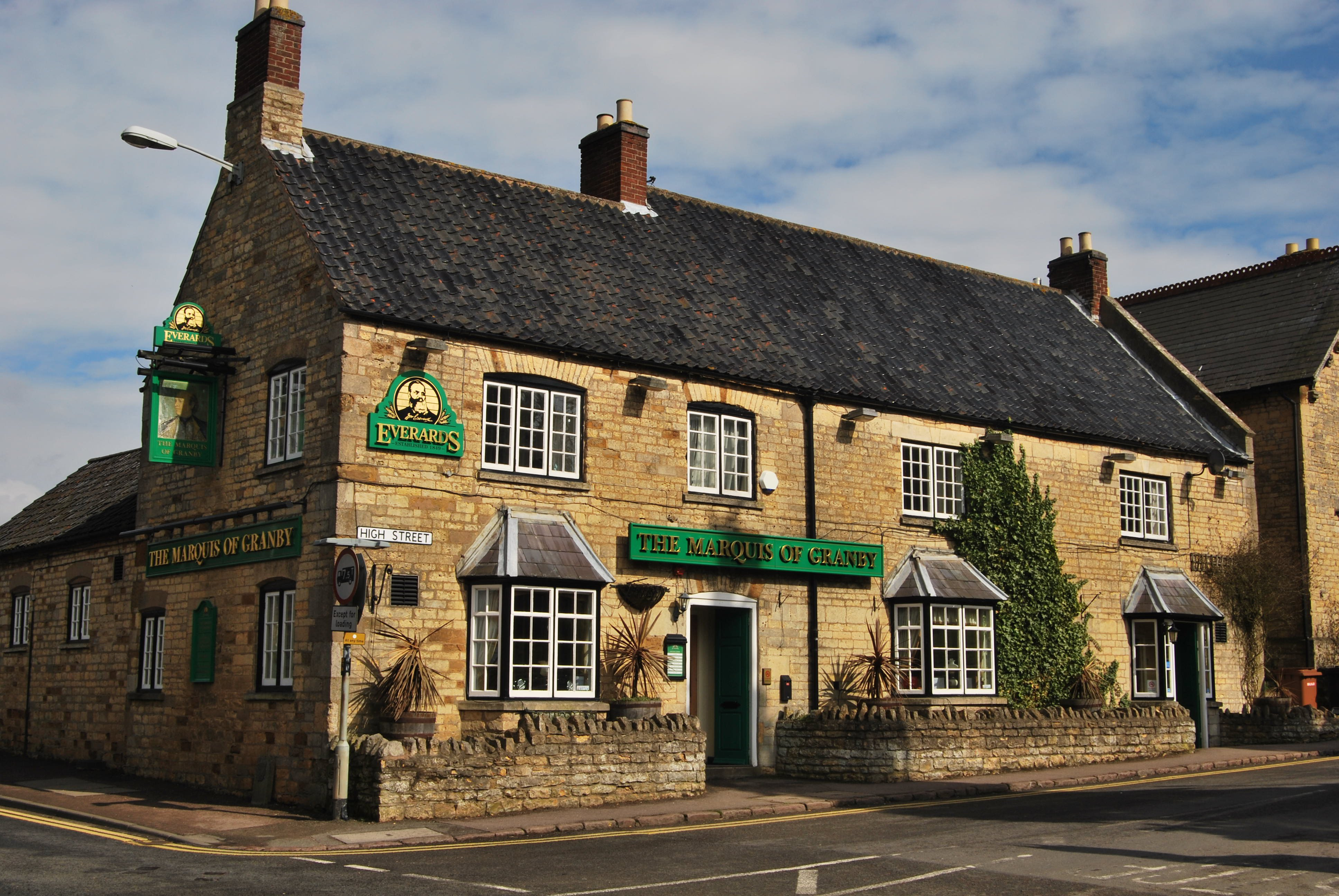
Marquis of Granby